# 汪春時
汪春時（？—？），字子育，號我塘，直隸徽州府婺源縣大畈人，民籍，明朝政治人物。

## 生平
嘉靖二十八年（1549年）己酉科應天府鄉試第五十四名舉人。嘉靖三十二年（1553年）中式癸丑科會試第一百二名，二甲第一百零二名進士。户部观政，解銀遼東，卒。居乡人称其行義。

## 家族
曾祖汪梅興；祖父汪復承；父汪瀾，母江氏。弟春曙、春暄。